# یان کاپلینسکی

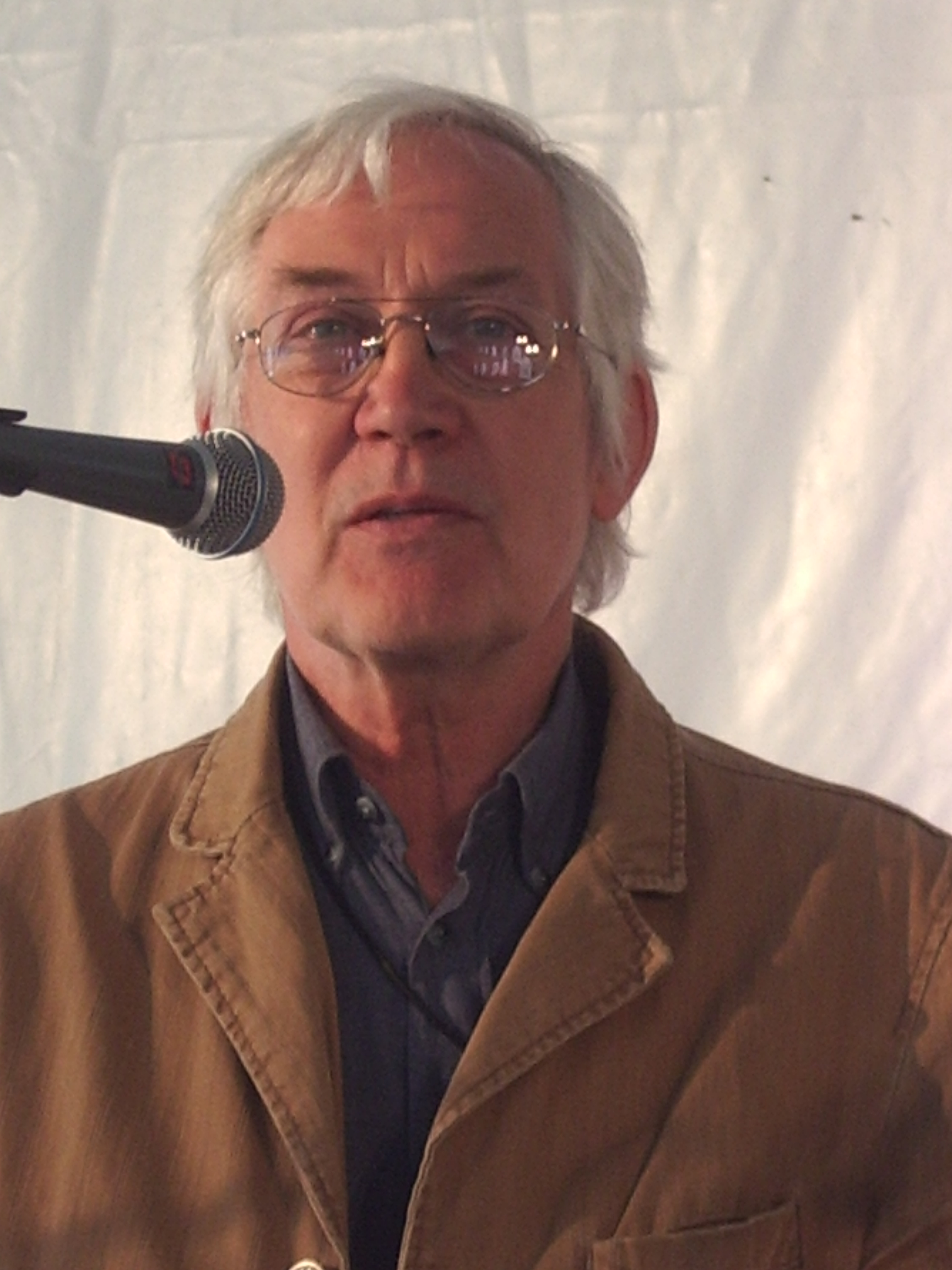
یان کاپلینسکی در جشنواره ادبی تالین.

یان کاپلینسکی (به استونیایی: Jaan Kaplinski) ‏ (زاده ۲۲ ژانویه ۱۹۴۱، در تارتو – درگذشته ۸ اوت ۲۰۲۱)، شاعر اهل استونی، فیلسوف و منتقد فرهنگی بود.
یان کاپلینسکی به خاطر روش مستقل فکری خود و تمرکزی که بر مسائل جهانی دارد شناخته شده‌است. او از اندیشه‌های چپگرا/لیبرال پشتیبانی می‌کند و تحت تأثیر مکاتب فلسفی شرقی، به‌ویژه تائویسم و بودیسم، قرار دارد.
یان کاپلینسکی در سال ۱۹۴۱ متولد شده‌است و در شهر تارتو زندگی می‌کند. در بین سال‌های ۱۹۶۵ تا ۱۹۸۲ تعداد شش مجموعه شعر از وی چاپ و منتشر شده‌است، که موفق‌ترین آنها کتاب «از رنگ‌ها و غبارها» (۱۹۶۷) نام دارد، که در شعرهای این کتاب کاپلینسکی سبک بیان نوینی را ارائه می‌دهد.